# Qualcosa brucia ancora
Qualcosa brucia ancora è una canzone scritta e cantata da Mario Venuti, ed estratta come primo singolo dall'album Magneti, quinto lavoro del cantautore siracusano, pubblicato nel 2006.

## Tracce
1. Qualcosa brucia ancora